# La aventura
La aventura (en italiano: L'Avventura) es una película italiana de 1960 dirigida por Michelangelo Antonioni y protagonizada por Gabriele Ferzetti, Monica Vitti y Lea Massari. Desarrollada a partir de una historia de Antonioni con los coescritores Elio Bartolini y Tonino Guerra, la película trata sobre la desaparición de una joven (Massari) durante un viaje en bote por el Mediterráneo, y la consecuente busca por parte de su amante (Ferzetti) y su mejor amiga (Vitti). La película se caracteriza por su ritmo inusual, que enfatiza la composición visual, el estado de ánimo y el carácter sobre el desarrollo narrativo tradicional.
La aventura fue candidata a numerosos premios y recibió el Premio del Jurado en el Festival de cine de Cannes de 1960. La película convirtió a Mónica Vitti en una estrella internacional. Según un obituario de Antonioni, la película "subvertió sistemáticamente los códigos, prácticas y estructuras fílmicas en su momento". En 1962, 1972 y 1982; apareció respectivamente en segundo, quinto y séptimo lugar de la lista de Sight & Sound de las diez mejores películas de todos los tiempos. En 2010, ocupó el 40vo puesto en la lista de "Las 100 mejores películas del cine mundial" de la revista Empire.

## Argumento
Dos mujeres jóvenes, Anna (Lea Massari), de familia adinerada, y Claudia (Monica Vitti), deciden realizar un viaje en yate por el Mediterráneo (Lisca Bianca). Recogen a Sandro (Gabriele Ferzetti), pareja de Anna, y emprenden el viaje. Llegan a una isla volcánica semiabandonada, donde Anna y Sandro comienzan a tener diferencias fútiles. Ella se siente aburrida e infeliz con la actitud de Sandro. Deciden tomar una siesta entre las rocas y, cuando despiertan, Anna ha desaparecido.
Enfadados por la actitud de Anna, Claudia y Sandro comienzan a buscarla; al no encontrarla, se preocupan. Deciden llamar al padre de Anna para contarle lo sucedido, éste llega a la isla, acompañado de una lancha policial y un helicóptero. La busca de Anna sigue por días, sin resultados. Al quedar solos en la isla, comienza a surgir una atracción entre Claudia y Sandro. Regresan a tierra firme y continúan la busca, pero Anna parece haber desaparecido para siempre. Claudia se debate entre un sentimiento de felicidad por lo que cree un sentimiento de amor entre ella y Sandro, y un sentimiento de culpabilidad por la desaparición de su amiga.

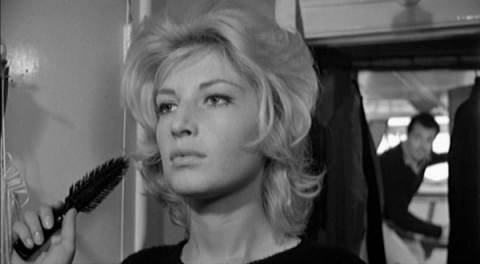
Monica Vitti en un fotograma de la película.

Lo que parecía una intriga policiaca con trazas de ser un crimen, un suicidio, un accidente o una desaparición planeada se va transformando en una historia de amor llena de conflictos emocionales, donde aparecen la soledad, la incomunicación, el tedio y el aburrimiento. Sandro, sin embargo, le ofrece matrimonio a Claudia, pero ella todavía se siente desorientada por la desaparición.
Él decide invitarla a un lujoso hotel, donde se encontrará con su socio. Ya en la noche, a la hora de dormir, Claudia se acuesta, pero Sandro dice que no tiene sueño, sale de la habitación rumbo al salón del hotel donde están los huéspedes en una fiesta. Sandro circula entre ellos sin mayor entusiasmo. Claudia no logra conciliar el sueño ante la espera de Sandro a la habitación. Al amanecer, ella sale en busca de él por los salones ya vacíos; al no encontrarlo, vuelve a sentir la angustia que le provocó la desaparición de Anna. La frenética busca termina cuando encuentra a Sandro en compañía de una mujer. Al verlos, huye y se detiene a llorar en una terraza. Sandro la alcanza y, sin decir nada, se sienta a llorar junto a ella, desesperanzado, débil y vacío.

## Reparto
| Actor                       | Personaje        |
| --------------------------- | ---------------- |
| Gabriele Ferzetti           | Sandro           |
| Monica Vitti                | Claudia          |
| Lea Massari                 | Anna             |
| Dominique Blanchar          | Giulia           |
| Renzo Ricci                 | Padre de Anna    |
| James Addams                | Corrado          |
| Dorothy de Poliolo          | Gloria Perkins   |
| Esmeralda Ruspoli           | Patrizia         |
| Lelio Luttazzi              | Raimondo         |
| Giovanni Petrucci           | Joven príncipe   |
| Jack O'Connell              | Viejo en la isla |
| Angela Tommasi di Lampedusa | Princesa         |

## Datos adicionales
- En la portada del libro Nocilla Lab,[8] del autor Agustín Fernández Mallo, recoge un fragmento de la película: a Claudia corriendo por la isla.
- En la novela El hacedor (de Borges), Remake,[9] el autor Agustín Fernández Mallo hace referencia a la película en el capítulo "Mutaciones", subcapítulo 3 'Un recorrido por los monumentos de La aventurera'.

## Premios
- Premio Festival de cine de Cannes 1960 – Premio del Jurado (a Michelangelo Antonioni).[1]
- Premio Nastro d'argento 1961: a la mejor música (Giovanni Fusco).
- Premio Sutherland Trophy 1960: a Michelangelo Antonioni.[10]